# Université Dankook
Pour les articles homonymes, voir DKU.
L’université Dankook (en anglais : Dankook University ou DKU) est une université privée sud-coréenne, fondée le 1er novembre 1947. Son campus principal est à Yongin.

## Historique
Le 3 novembre 1947, le Dankook College ouvrait ses portes avec cinq départements répartis en deux facultés à Nakwon-dong à Séoul.

## Personnalités liées
- Jung Soseong, écrivain
- Kim Won-il, écrivain
- Lee O-young, auteur et critique sud-coréen
- Oh Seung-eun, chanteuse et actrice
- T.O.P, membre et rappeur du groupe BIGBANG
- Yoo An-jin, poète, critique et professeure
- Yoon Dae-nyeong, auteur
- Woo Do Hwan, acteur
- Ji Chang Wook, acteur